# Реторта
У лабораторији, реторта је део лабораторијског посуђа које се користи за дестилацију или суву дестилацију. Састоји се из округлог дела са дугачким продужетком окренутим надоле. Супстанца која се дестилује се стави у округли део, који се затим загрева. Продужетак делује као ваздушни кондензатор, кроз који се кондензовани дестилат слива и сакупља у суд који се налази испод отвора на крају продужетка.
У хемијској индустрији, реторта представља херметички затворени суд у коме се супстанца загрева, дајући гасовите производе који се сакупљају или користе у следећој фази производње. Индустријске реторте се користе у сувој дестилацији уљног шкриљца и производњи угљена.

## Историја
Реторте су познате још од времена алхемије. Појављују се на многим приказима алхемичарских лабораторија. Пре проналаска модерних кондензатора, реторте су користили многи познати хемичари, као што су Џабир, Лавоазије и Берцелијус.

## Улога у данашњој лабораторији
Захваљујући напретку технологије (првенствено проналаском кондензатора), у данашњим лабораторијама реторте су готово сасвим потиснуте. Ипак, реторта се може користити у појединим дестилацијама које не захтевају компликоване апаратуре.